# Chrysopa marcida
Chrysopa marcida is een insect uit de familie van de gaasvliegen (Chrysopidae), die tot de orde netvleugeligen (Neuroptera) behoort. 
Chrysopa marcida is voor het eerst wetenschappelijk beschreven door Banks in 1937.